# Aleurotrachelus anonae
Bọ phấn na (Aleurotrachelus anonae) là một loài côn trùng cánh nửa trong họ Aleyrodidae, phân họ Aleyrodinae.
Aleurotrachelus anonae được Corbett miêu tả khoa học đầu tiên năm 1935.